# Sabrojaure
Sabrojaure är en sjö i Gällivare kommun i Lappland och ingår i Luleälvens huvudavrinningsområde. Sjön har en area på 0,516 kvadratkilometer och ligger 484 meter över havet. Sabrojaure ligger i Sjaunja Natura 2000-område. Sjön avvattnas av vattendraget Riteljåkkå.

## Delavrinningsområde
Sabrojaure ingår i det delavrinningsområde (748664-166104) som SMHI kallar för Utloppet av Sabrojaure. Medelhöjden är 491 meter över havet och ytan är 2,63 kvadratkilometer. Räknas de 8 avrinningsområdena uppströms in blir den ackumulerade arean 111,62 kvadratkilometer. Riteljåkkå som avvattnar avrinningsområdet har biflödesordning 3, vilket innebär att vattnet flödar genom totalt 3 vattendrag innan det når havet efter 302 kilometer. Avrinningsområdet består mestadels av skog (57 procent) och sankmarker (19 procent). Avrinningsområdet har 0,64 kvadratkilometer vattenytor vilket ger det en sjöprocent på 24,4 procent.